# الضبي (القفر)

تعديل مصدري - تعديل

الضبي محلة تابعة لقرية هبران، التابعة لعزلة بني سيف العالي بمديرية القفر إحدى مديريات محافظة إب في الجمهورية اليمنية، بلغ تعداد سكانها 30 حسب تعداد اليمن لعام 2004.